# ダウンロード (ゲーム)
『ダウンロード』 (DOWN LOAD) は、NECアベニューから1990年6月22日に発売されたPCエンジン用横スクロールシューティングゲーム。

## 概要
全6面1周エンド。主人公SYD2091の愛機「モトローダー」を操作し、暴走した保安コンピューターシステム内で起こった事件を解決する。シューティングゲームであるがパスワード機能を備えており通常のコンティニュープレイ（フリーコンティニュー）の他、パスワードによる継続プレイも可能である。なおバックアップメモリには非対応となっている。
モトローダーのメイン武器は広範囲をカバーできるビームバルカンと敵を貫通するレーザー、サブ武器としてチェイサー（ホーミングミサイル）・シールド・ボムがありステージの開始時に任意の武器を選択し出撃する、一度選択するとステージ内での変更はできない。
自機はダメージ制となっておりダメージを受けるたびにシールド（前述のサブ武器とは別）の色が緑→黄→赤と変わり同時に使用している武器が1ランクダウンする、赤の状態でダメージを受けると自機は破壊されゲームオーバーとなる。また地形への接触判定は無いがスクロールにより地形に挟まれるとその時点でプレイヤーアウトとなる。ダメージはアイテムの他、ステージクリアにより回復する。
HuCARDのゲームであるが、オープニングでは映画『ブレードランナー』（1982年）を彷彿とさせるビジュアルシーンが流れ、面ごとのインターバルにもビジュアルが挿入されゲームの世界観をプレイヤーにアピールしている。このビジュアルシーンは本作のセールスポイントとしてメーカー側も力を入れ制作されている。
キャラクターデザイン担当は漫画家の神崎将臣。原作は小説家の中島渉。
なお企画段階から参加した中島は、世界観やキャラクター等の設定に携わったほか、メディアミックスとして本作の長編小説も書き下ろしている。

## 設定

### ストーリー
舞台は、「会社」と呼ばれる巨大企業が高度コンピューターネットワークを支配し国家を運営する西暦2099年の日本。脳情報をニューロメモリに「ダウンロード」する技術の確立により電脳空間での人間の不死が実現され、ネットワーク内に意識を移して自由に行動できる特殊技能（サイヴィング）を持ったサイバーダイヴァーという仕事が存在する。

### ステージ構成
ステージ1
SAライセンスサイバーダイヴァー・SYD2091の元に、仲介人DEVAを介して会社から、UNITへのサイヴィング依頼が持ち込まれる。破格の報酬に喜んだのも束の間、DEVAが犯罪の容疑者として逮捕され主犯である自分も指名手配されたというニュースが飛び込み、DEVAの残したメッセージから何者かがUNITを改竄し濡れ衣を着せたと知らされる。警察の追跡をかわしDEVAを救うため、SYDは愛機モトローダーを駆って警察署に殴りこむ。
ステージ2
警察署に突入し無事DEVAを救出したSYDは、ポリスロボットの攻撃性が強すぎることに疑問を抱く。ポリスUNITの制御メモリーにいる何かが全ての原因だと語るDEVAは、改めて会社の仕事としてその異物の排除を依頼、SYDは間を置かず電脳空間での戦いへと突入する。
ステージ3
ポリスUNIT内の敵を倒し戻ってきたSYDの前に、依頼主である会社のエージェントが現れる。エージェントは1年前、SYDがパートナーのOHALAをサイヴィング中に亡くした謎の事故が発生した頃から、UNIT内に棲みついた何者かがダイヴァーを分解し吸収する事件が多発しており、UNITの制御ができなくなりつつあると語る。その原因と思われるあるダウンロード失敗事件を語ろうとしたエージェントの前に突如謎のマシンが現れ、エージェントを殺害しDEVAを拉致して飛び去っていった。さらわれたDEVAを追ってモトローダーは、会社施設部のフジベースへと飛ぶ。
ステージ4
フジベースの防衛システムを突破し、モトローダーはベース内部へと突入。軍事UNITの猛攻をかわしながら最深部へと進むと、DEVAを誘拐したマシンが合体スーパーアーマーとして待ち構えていた。
ステージ5
救出されたDEVAの掴んだ情報により敵の目的が判明する。NEROと呼ばれるネットワーク上の複合人格が、ラグランジュポイントに浮かぶ会社施設部ステーションのマスターコントロールの支配を目論み、そのためにDEVAのニューロメモリ内のパスワードを盗むべくDEVAを拉致したのだった。会社が支配されれば世界は終わる。フジベースのデッキからアクセスはできず、食い止めるには現地でダイレクトに叩くしかない。ステーションを目指してモトローダーは宇宙へと飛び立つ。
ステージ6
襲いかかる隕石やロボットをくぐり抜けステーションへと到着したSYDは、システムが完全掌握されるまで残り時間が殆どないことを知らされ、NEROを叩くためマスターコントロールUNITへサイヴィングする。NEROの一部となり変わり果てた姿となったかつてのパートナー・OHALAを倒し、SYDは最奥に潜むNEROを目指す。

## スタッフ
- プログラム：FZ0993R、NAN CHAN、TON NOS
- グラフィック・デザイン：TOMBO GOKURAKU、TAKU SHIMIZU、KINTARO MIKAWA、高原保法
- シナリオ：KEN OHMORI
- ディレクター：COOKIE OHTA
- キャラクター・デザイン：神崎将臣
- 原作：中島渉
- 音楽：福田裕彦
- サウンド・エンジニア：HATOMUGI
- テクニカル・アドバイザー：CIAO、HYPER JOKER、I LOVE UYU VERY MUCH
- サンクス：ソフィックス、リム
- プロデュース：多部田俊雄
- エグゼクティブ・プロデューサー：崎尾誠

## 評価
- ゲーム誌『ファミコン通信』の「クロスレビュー」では合計25点（満40点）[4]、『月刊PCエンジン』では70・85・75・75・85の平均78点、『マル勝PCエンジン』では8・7・7・7の合計29点（満40点）、『PC Engine FAN』の読者投票による「ゲーム通信簿」での評価は以下の通りとなっており、21.88点（満30点）となっている[1]。また、この得点はPCエンジン全ソフトの中で175位（485本中、1993年時点）となっている[1]。

| 項目 | キャラクタ | 音楽 | 操作性 | 熱中度 | お買得度 | オリジナリティ | 総合  |
| 得点 | 3.64       | 3.79 | 3.73   | 3.73   | 3.47     | 3.52           | 21.88 |

- 1998年に刊行されたゲーム誌「超絶 大技林 '98年春版」（徳間書店）では、「NECアベニュー初のオリジナルシューティング。自機はバイクだが、その他はごく普通。通常武器として、バルカンかレーザーを装備することができる。CD-ROMでないにもかかわらず、ビジュアルシーンが豊富」と紹介されている[6]。

- その一方でゲームは普通のシューティングと評されている[7]。またPCエンジンのスペック上、背景面を1枚しか持てない中、擬似的に高速多重スクロールを実現させているが、この高速スクロールに敵機や敵弾が溶け込み紛らわしくなり[8]、ゲームの難易度を押し上げる要因になっている。

## 関連商品
ゲーム
- 『ダウンロード2』（1991年3月29日発売、PCエンジン CD-ROM2、発売元：NECアベニュー）
  - 本作の続編。キャラクターデザインは板橋しゅうほうが担当している。

小説
- 『魔の回路(ダウンロード) 』（1990年7月発売、発売元：祥伝社）ISBN 4396203284
  - 中島渉による本作のメディアミックス小説。

アニメ
- 『ダウンロード 南無阿弥陀仏は愛の詩』（1992年12月18日発売、発売元：東映ビデオ）
  - 本作をもとにしたOVA作品。内容はほとんどアニメオリジナルのものになっている。